# Matsumaezuke

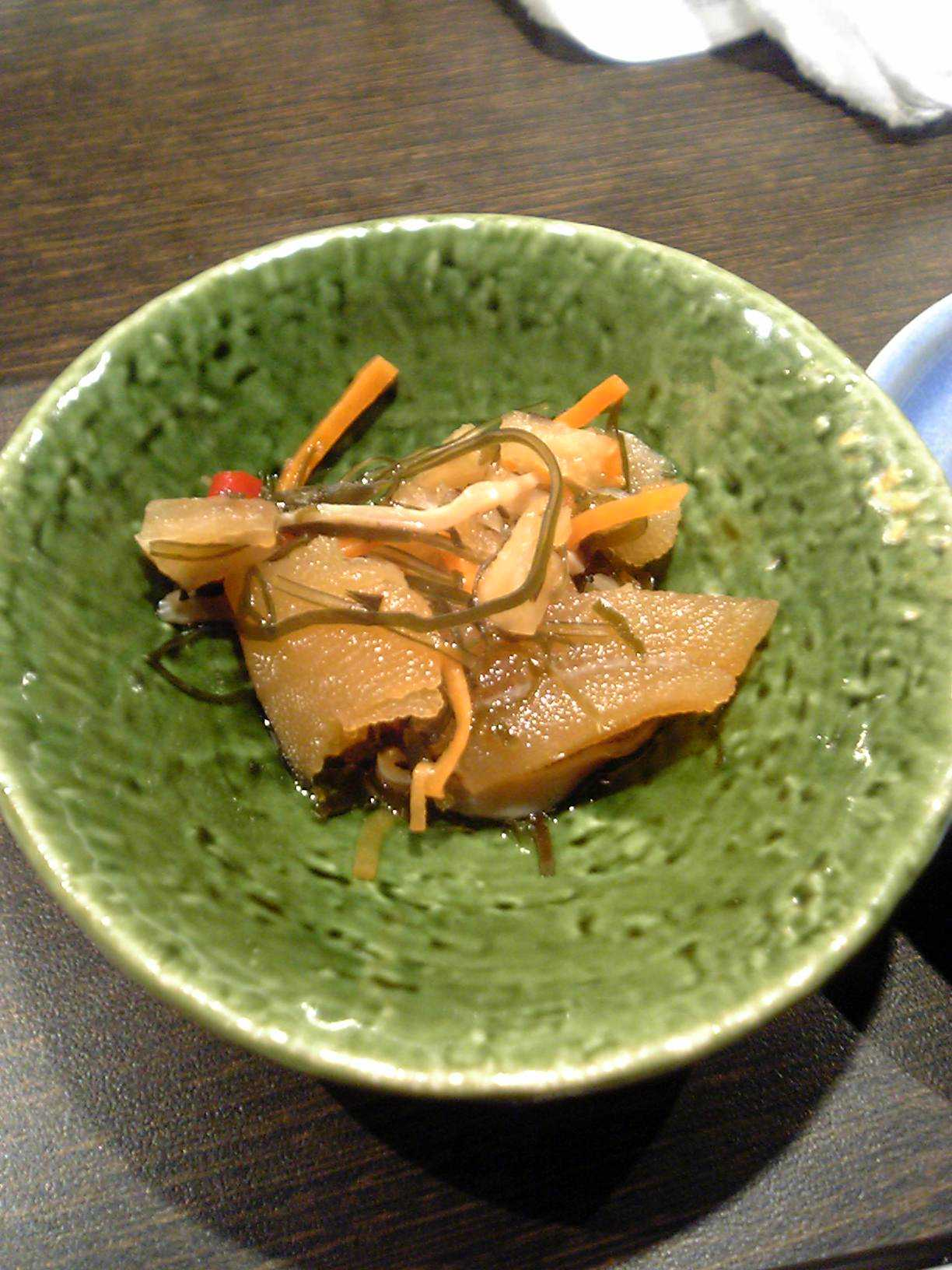
Matsumaezuke.

El matsumaezuke (松前漬け?) es un encurtido nativo del área de Matsumae, en Hokkaidō (Japón). Está hecho de frescos ingredientes de la región. El surume (calamar seco) y konbu son golpeados con un paño limpio y luego son cortados en tiras con una tijera. El kazunoko puede ser recortado en pequeños trozos y la zanahoria y el jengibre deben ser cortados en pequeñas y delgadas tiras como el surume o konbu. Estos ingredientes pueden ser mezclados con sake, salsa de soya y mirin y son hervidos. Algunos trozos de pimiento rojo pueden ser añadidos. Debe ser guardado en un lugar frío durante una semana antes de comer.

## Historia
En el pasado, se encurtían en sal, pero debido a los cambios en las preferencias de sabor, ahora se usan a menudo condimentos a base de salsa de soja. Como sugiere el nombre, se originó en el seno del clan Matsumae, con ingredientes locales. Posteriormente, las madres de los pescadores lo prepararían como plato de invierno, y la receta acabó por extenderse. Desde finales del período Edo hasta el período Meiji, cuando floreció la pesca del arenque, se preparaba utilizando una gran cantidad de estas huevas, además de calamares y algas konbu. Sin embargo, con el encarecimiento de las huevas de arenque y la disminución de su pesca en la era Showa, en favor de la captura de calamares, Matsumae se convirtió en una de las mayores productoras de calamar surume de Japón. Por esta razón, los calamares y las algas marinas se han usado mucho en el matsumaezuke. En la actualidad es un plato común durante el Año Nuevo, así como en exposiciones de comida típica de la isla.